# Březost

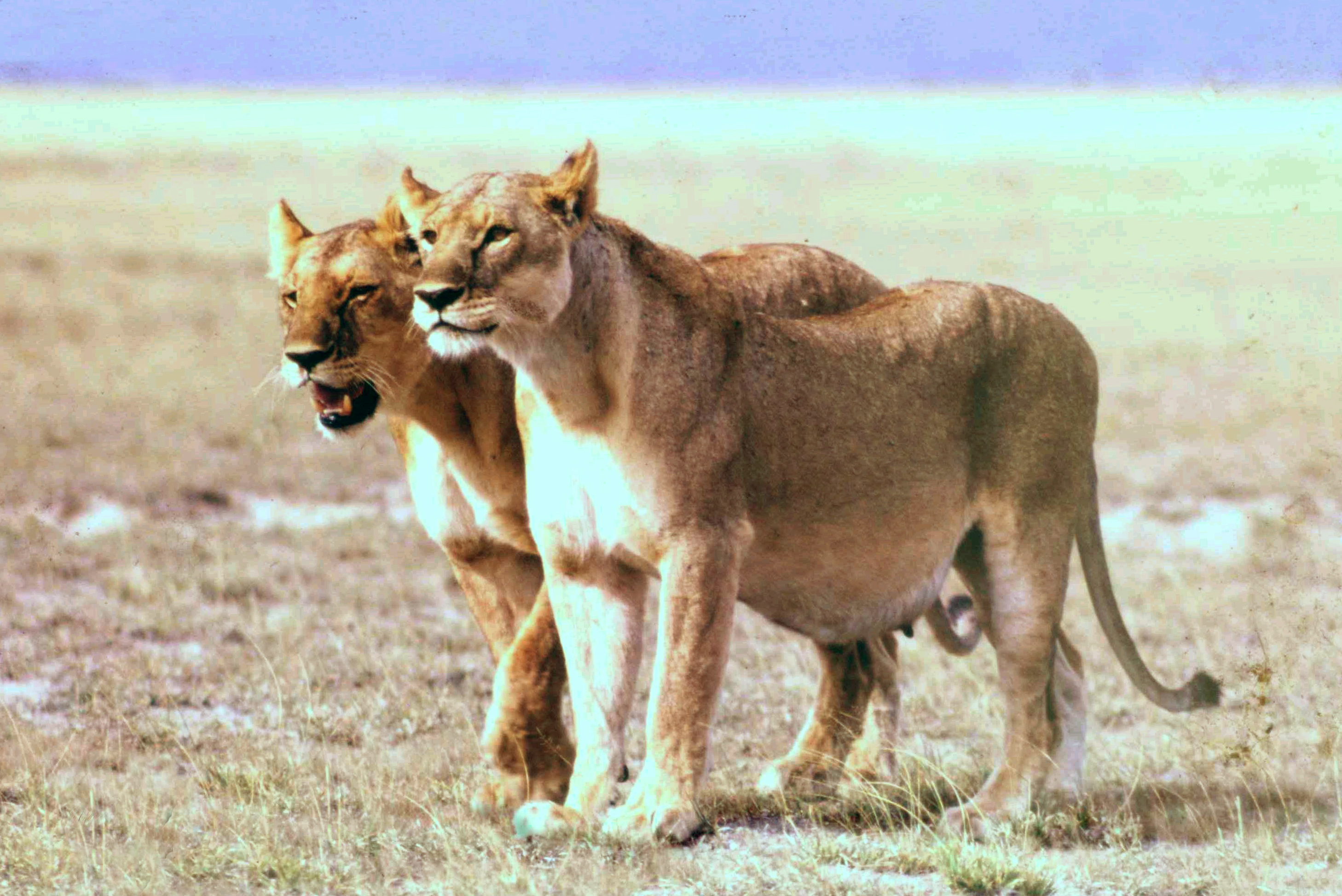
Březí lvice

Jako březost (gravidita) se u savců označuje období, kdy se embryo, a později plod, vyvíjí v děloze samice. Březost začíná implantací zygoty do děložní sliznice a za normálních okolností končí porodem. U člověka se používá termín „těhotenství“.

## Oplození a první třetina březosti
Samice všech savců kromě vyšších primátů procházejí říjovým cyklem, během něhož se v druhově specifických intervalech střídají období sexuálního klidu a období, kdy samice aktivně vyhledává partnera a může zabřeznout. Během estru se z vaječníků uvolňuje jedno nebo několik vajíček, které jsou zachyceny fimbriemi vejcovodů. Ve vejcovodu pak čekají na spermie. U některých zvířat (kočka, fretka, králík aj.) je ovulace provokovaná, tzn. k ovulaci, prasknutí Graafova folikulu a uvolnění vajíčka z vejcovodu, dojde až během kopulace. To zvyšuje šanci na oplození.
Během kopulace je sperma samce vstříknuto do pochvy samice, spermie se aktivně pohybují směrem k vajíčku (ev. vajíčkům), ale jen jediná spermie může proniknout jeho obaly a splynout s ním. Oplozené vajíčko se začne dělit, vznikající zygota postupně sestupuje vejcovodem do dělohy. Spermie i ovulovaná vajíčka mohou různě dlouhou dobu přežívat v pohlavních cestách samice, to ztěžuje odhad, kdy dojde k porodu (nelze určit, kdy přesně došlo k oplození), u některých netopýrů a dalších savců je známo i utajené oplození, kdy v sobě samice zadržuje životaschopné spermie i několik týdnů. U mnoha dalších savců (např. jelenovitých) se vývoj zygoty na několik měsíců zastaví. Tato tzv. utajená březost slouží k zajištění toho, aby se mláďata narodila do příznivých podmínek (= na jaře).
Zvláště u hospodářských zvířat se používá umělá inseminace, kdy je sperma plemeníka vstříknuto do pohlavních cest říjící se samice. Někdy se umělé oplození uplatní i v chovu psů, zvláště je-li vybraný plemeník ze zahraničí.
Zygota se v děloze uhnízdí do děložní sliznice a začne se vyvíjet dále. U zvířat, které mají v jednom vrhu více mláďat, se zárodky rovnoměrně rozmístí do obou děložních rohů. Přesný způsob implantace je závislý na druhu savce, zygota se může celá zanořit do endometria nebo naopak zůstat na povrchu. Stejně tak míra, do které vyvíjející se zárodek naruší děložní sliznici, je u jednotlivých savců odlišná. U kopytníků například dojde jen k malému narušení stěny dělohy, maximálně dochází k erozi epitelu. Kontakt přes placentu, v tomto případě nazývanou pseudoplacenta, je proto do jisté míry omezený, na druhou stranu při porodu nedochází ke krvácení, jako je k tomu v případě, když vyvíjející se zárodek naruší podslizniční vazivo a cévy děložní sliznice.
Stejně jako u lidí placenta produkuje hormony, choriový gonadotropin a placentální laktogen, které stimulují děložní sliznici, snižují kontraktilitu stěny dělohy a připravují mléčnou žlázu.

## Březost
U březích samic pozorujeme změnu v chování - samice se stává opatrnější, má zvýšenou chuť k jídlu, samice chované jako domácí mazlíčci se často zklidní a bývají mazlivější. V poslední třetině březosti se zvyšuje objem břišní dutiny, zvětšuje se mléčná žláza a bradavky (ev. struky) nabíhají.
U mnoha savců se do určité míry objevuje tzv. falešná březost, která nastává, když nedojde k zabřeznutí. Samice se vlivem hormonů chová, jako by byla březí, projevují se u ní stejné změny chování, často se i spustí produkce mléka. Falešná březost, zvláště opakovaná, je u domácích zvířat nežádoucí, u nechovných zvířat je nejlepším řešením kastrace.[zdroj?]

## Porod
Během porodu mnoho samic savců vyhledává samotu, kopytníci se vzdalují od stáda, šelmy rodí svá mláďata v norách, doupatech nebo jiných úkrytech.
Samice po porodu mládě zbaví plodových obalů, které spolu s placentou sežere a olíže ho, čímž mládě osuší a podpoří dýchání. Rodí-li se více mláďat, kontrakce jednotlivých děložních rohů se střídají, nejprve se tedy rodí mládě z jednoho rohu a pak z druhého. Na rozdíl od člověka u většiny savců nehrozí, že by se mládě udusilo pupeční šňůrou, ta totiž není tak dlouhá, aby se mohla kolem mláděte omotat.[zdroj?]

## Průměrná délka březosti jednotlivých savců
| Druh savce     | Délka březosti (dny) |
| -------------- | -------------------- |
| vačice opossum | 12–13                |
| myš domácí     | 20                   |
| potkan         | 23                   |
| králík domácí  | 31                   |
| pes domácí     | 63                   |
| kočka domácí   | 65                   |
| lev pustinný   | 107                  |
| prase domácí   | 114                  |
| ovce domácí    | 149                  |
| člověk         | 260-275              |
| tur domácí     | 285                  |
| plejtvák myšok | 360                  |
| kůň domácí     | 320–365              |
| slon indický   | 609                  |